# حالة زعل (جزيرة)
جزيرة حالة زعل هي إحدى الجزر الواقعة في الخليج العربي، وتتبع المنطقة الشرقية السعودية. تبلغ مساحة الجزيرة نحو 0,20 كم2 وتبعد عن الساحل بحوالي 1 ميل بحري. ويوجد فيها أنواع من الطيور منها طيور الخرشنة وهي فصيلة جزئية من الطيور البحرية الشبيهة بالنَّورَس. وتشتهر هذه الطيور بقوة طيرانها. ويوجد في العالم حوالي 35 نوعًا من أنواع هذه الطيور في مختلف بلدان العالم. تعيش معظم أنواع هذه الطيور على شواطئ البحار والأنهار والبحيرات لا في وسط البحار. وغالبًا ما يبتعد طائر الخرشنة القاتم بعيدًا عن اليابسة.

## أنظر أيضاً
- جزر السعودية